# Rogelio de Cannas
San Rogelio de Cannas (1060-30 de diciembre de 1129) fue un obispo italiano. La Iglesia católica lo honra como a un santo.
Rogelio (en italiano: Ruggero di Canne) fue elegido obispo de la ciudad de Cannas, donde una pequeña diócesis ya se había levantado en el siglo X. En 1083 se produjo la destrucción por Roberto Guiscardo, el rey de los Normandos. Rogelio contribuyó a la reconstrucción moral y material de la antigua ciudad de Apulia, el apoyo a sus conciudadanos de los consuelos de la fe y la ayuda material.
El Anónimo de Cannes, un antiguo fuentes locales biográficos del siglo XIV, revela algunos aspectos de la personalidad de Rogelio: "Él fue muy amable et celo por la salvación de las almas [...] su obispo-casa era una hospitia pura que era siempre abierta para dar cabida a los peregrinos y los pobres".
Algunos documentos de ese período muestran que el santo obispo fue consultado a menudo por los Papas Gelasio II y Pascual II de resolver algunas cuestiones de la ley y acabar con la rivalidad entre las iglesias y la comunidad.
Murió el 30 de diciembre de 1129.
Sus reliquias fueron trasladadas en la ciudad cerca de Barletta, en 1276.
Su memoria se celebra el 30 de diciembre, según lo informado por el Martirologio Romano.